# 释演觉
釋演覺（1956年4月—），男，汉族，甘肃甘谷人，中國漢傳佛教比丘僧，现任中国佛教图文馆副馆长、北京广济寺方丈，2018年8月主持中國佛教協會工作，2020年12月当选中国佛教协会第十届理事会会长。

## 生平
演觉出生於甘肅省甘谷縣。1982年1月，26歲時在陕西省西安市香积寺依止常慧法師出家。1990年8月，在上海龙华寺授具足戒。2004年6月，任中国佛教图书馆副馆长。2006年任廣濟寺住持。2010年任中國佛教協會副秘書長，2015年任副會長。2016年5月，获摩诃朱拉隆功皇家佛学院大学佛学研究荣誉哲学博士学位。2018年8月，接任學誠，以副会长身份臨時主持中國佛教協會。2020年12月2日，中国佛教协会第十次全国代表会议在浙江省宁波市闭幕，演觉当选中国佛教协会会长。
演覺法師擅長書畫、佛像等文物和詩詞的鑒賞，書法曾受到赵朴初、启功等名人的指點。